# ۶۸ (عدد)

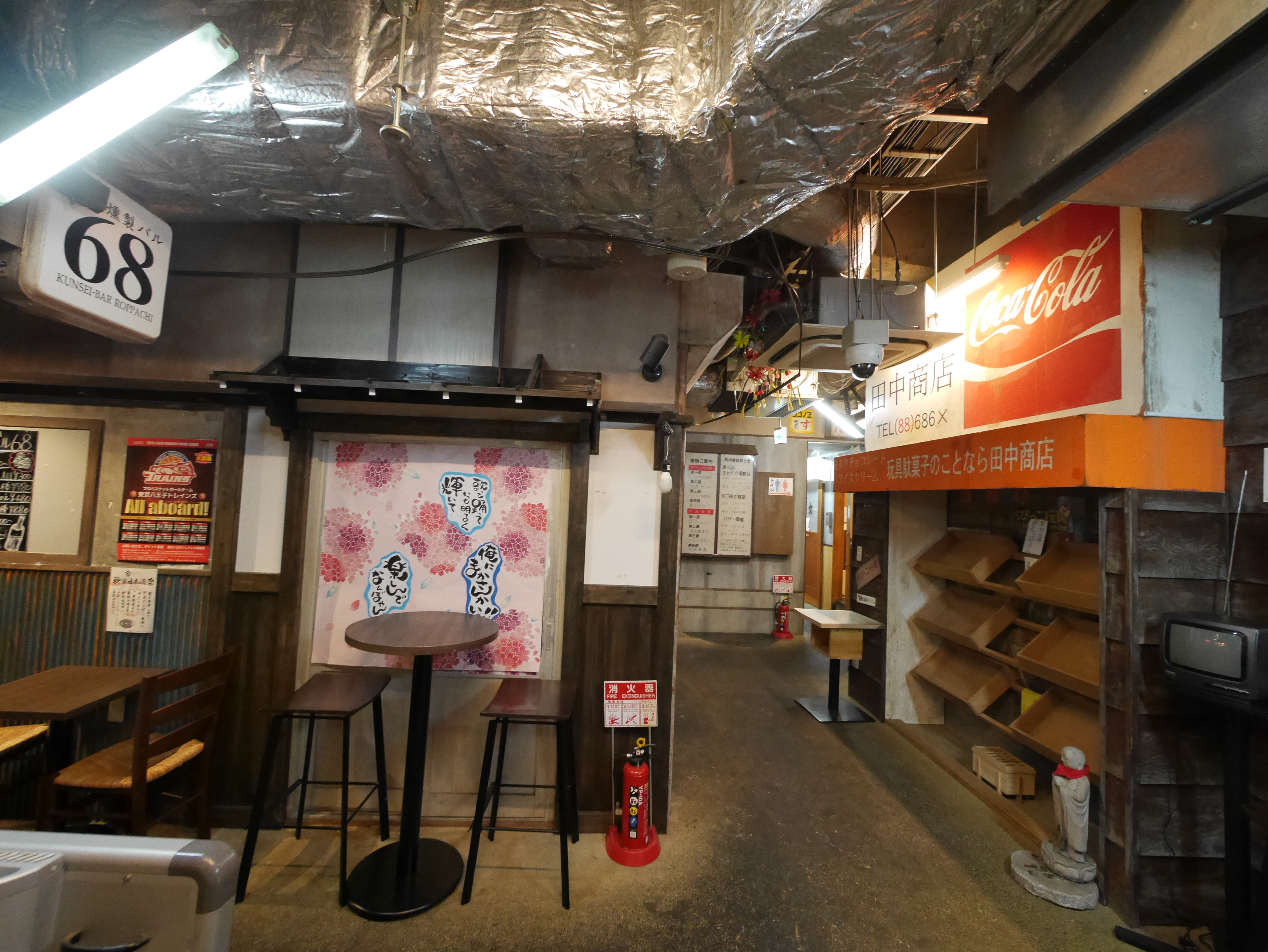
مغازه ای در توکیو که عدد ۶۸ را نشان میدهد

۶۸(شصت و هشت) یک عدد طبیعی است که بعد از ۶۷ و قبل از ۶۹ قرار دارد.

## در علم
- عدد اتمی اربیوم